# Heinrich Wilhelm Dove
Heinrich Wilhelm Dove (Legnica, 6 ottobre 1803 – 4 aprile 1879) è stato un medico e meteorologo prussiano.

## Biografia
Egli studiò storia, filosofia e scienze naturali a Breslavia dal 1821 al 1824. Frequentò poi l'Università di Berlino fino al 1826.
Nel 1828 insegnò a Königsberg. Nel 1845 si spostò alla Humboldt Universitat, dove fu eletto rettore (1858-1859, rieletto poi nel biennio 1871-1872). Divenne inoltre direttore dell'Istituto di Meteorologia Prussiano.
Dove fu un grande scienziato e pubblicò oltre 300 trattati su medicina, scienze e meteorologia. Nel 1828 studiò i cicloni tropicali ed osservò che essi giravano in senso antiorario nell'emisfero boreale, e in senso orario in quello australe.
Nel 1839 approfondì lo studio dei toni binaurali. Studiò inoltre la distribuzione del calore sulla Terra, gli effetti botanici del clima e i fenomeni elettromagnetici.
Suo nipote, Karl Wilhelm Dove (1863-1922), fu geografo, meteorologo ed esploratore.